# Zborówko
Zborówko – osada w Polsce położona w województwie wielkopolskim, w powiecie poznańskim, w gminie Dopiewo.
W latach 1975–1998 miejscowość administracyjnie należała do województwa poznańskiego.
Leon Plater w XIX-wiecznej książce pod tytułem "Opisanie historyczno-statystyczne Wielkiego Księztwa Poznańskiego" (wyd. 1846) zalicza Zborówko do wsi mniejszych w ówczesnym powiecie bukowskim, który dzielił się na cztery okręgi (bukowski, grodziski, lutomyślski oraz lwowkowski). Zborówko należało do okręgu bukowskiego i było częścią majętności prywatnej, której właścicielem był Wilke (w skład majętności wchodziły ponadto Cieśle oraz folwark Zborowo). Według spisu urzędowego z 1837 roku wieś liczyła 49 mieszkańców i 8 dymów (domostw).